# Saint-Just-en-Chevalet
Saint-Just-en-Chevalet település Franciaországban, Loire megyében. Lakosainak száma 1145 fő (2022. január 1.). Saint-Just-en-Chevalet Cherier, Chausseterre, Cremeaux, Juré, Saint-Marcel-d’Urfé, Saint-Priest-la-Prugne, Saint-Romain-d’Urfé és La Tuilière községekkel határos.

## Népesség
A település népessége az elmúlt években az alábbi módon változott:
| Lakosok száma | 1920 | 1575 | 1422 | 1209 | 1133 | 1148 | 1141 | 1130 | 1125 | 1145 |
|               | 1968 | 1982 | 1990 | 2006 | 2013 | 2015 | 2017 | 2019 | 2020 | 2022 |